# Mandatum (római jog)
A mandatum az ókori római jogban  eredetileg megbízást jelentett. A mandatum qualificatum a hitelezési megbízás volt, amelynél fogva
valakit azzal bízunk meg, hogy harmadik személynek hitelezzen. A megbízó abban az esetben volt felelősségre vonható actio mandati contraria útján, ha a harmadik személy nem fizet.
A mandatum szó további  értelmezést a császárság korában, amikor a császári rendelet (constitutio principis)
egyik neme volt, amely közhivatalnokot utasított valamire.